# Lanteanen
De Lanteanen zijn een fictief volk in de televisieserie Stargate SG-1 en Stargate Atlantis.
De Lanteanen, ook bekend als de voorouders, waren de Ouden, die de aarde hebben verlaten in het  stad-schip Atlantis en zich vestigden in de Pegasus-melkweg. Zij waren direct verantwoordelijk voor de opkomst van Asurans en Wraith.
Meer in het algemeen, de term "Lantean" wordt gewoonlijk gebruikt om de Ouden te beschrijven, die in fysieke vorm zijn aangetroffen of kozen om te blijven, in tegenstelling tot de opgevaren groep, De Alterans, betekent in het Lantijn "de anderen".

## Geschiedenis

#### De Lantische aankomst (10-5 miljoen jaar geleden)
Na het verlaten van de Melkweg en de aankomst in de Pegasus-melkweg, landen de Ouden op de planeet Lantea, en worden de Lanteanen. Ze vinden in Pegasus geen bewust leven en verspreiden daarom uitgangswaarde mens zaadjes, deze mensen noemen de Lanteanen de voorouders.

#### De grote vijand
Maar op een van de planeten woont een schepsel genaamd bug Iratus, die zich begon te voeden met de menselijk zaadjes. Uiteindelijk begonnen de Iratus bugs te muteren, waarbij gunstige menselijk eigenschappen bij kwamen. Dit resulteerde in een hybride soort, de Wraith. Meer dan een eeuw vochten de Lanteanen en Wraiths met elkaar.
Eerst hadden de Lantean het voordeel via hun superieure technologie en waren dicht bij het uitroeien van de Wraith, door hun slordigheid konden de Wraith verschillende ZMP's bemachtigen via ZPMs aangedreven oorlogsschepen maar tegen een hoge prijs, ze gebruikte dit voor hun klonen fabriek en binnen weken was hun leger verhonderdvoudigd. De Lantische bijna-onverwoestbare oorlogsschepen wonnen elke veldslag die ze vochten, maar de Wraith bleven komen. De oorlogskansen begonnen te keren en de Lanteanen begonnen oorlogsschepen en grondgebied te verliezen. Wanhopig, wendden ze zich tot extreme maatregelen, zoals Project Arcturus, een poging om de energie-nul-punt-extract uit eigen universum te halen, een nanovirus, en diens opvolger Asuran replicators. De projecten mislukte met rampzalige en verreikende gevolgen. Op dit moment waren de Lantean de oorlog aan het verliezen en dat wisten ze, Ze lieten Altantis zinken in de oceaan.
In een laatste poging om de oorlog te beëindigen, stuurden de Lanteanen een delegatie voor een ontmoeting met de Wraith om te onderhandelen voor een wapenstilstand. De Lantische delegatie werd beschermd door hun meest sterkste oorlogsschepen, maar vielen in een hinderlaag en werden vernietigd door een enorme Wraith vloot. De Lanteanen zagen geen manier meer om te winnen, na elke morele oplossing te hebben gebruikt. De weinige overgebleven Lanteanen keerden terug naar de aarde via de stargate, in de hoop op een dag terug te keren. Met het verlaten van de Pegasus melkweg, werden haar bewoners overgeleverd aan de genade van de Wraith totdat zij terugkeren.

#### Terug op Aarde
Bij hun aankomst op aarde, beseffen ze al snel dat er geen hoop is op de wederopbouw van hun samenleving, de aarde was te hard en de mensen te primitief. Sommigen kozen ervoor om naar andere planten te gaan, andere voor hemelvaart en weer andere kozen om te integreren bij het inheemse volk. (Daarom hebben sommige mensen de ATA-gen om Ancient technologie te actieveren).
De Ouden die aarde hebben verlaten, werden onderdeel van de Alliantie van de "Vier Grote Rassen", samen met de Asgard, de Furlings en de Nox. Het was na hun terugkeer naar de aarde, dat zij het grootste deel van hun geavanceerde technologie hebben ontwikkeld, waaronder bundelvervoerders, moleculaire bouwapparaten en vaste hologrammen.

#### Erfenis
De Lanteanen werden aanbeden als goden. De technologieën die ze hebben achtergelaten in de Melkweg, werden ontdekt en gebruikt door mensen die het begrepen. Atlantis was een van de vele wonderen achtergelaten en ontdekt door de Atlantis Expeditie, die verhuisde naar de stad en het gebruiken als uitvalbasis in de Pegasus Melkweg. Ze vinden en onderzoeken vele technologieën achtergelaten in de stad. Ze vinden diverse buitenposten met minstens een paar ZPM's. Ze laten de Wraith per ongeluk ontwaken uit hun winterslaap. Ze ondervinden ook de Asurans. De Asurans repliceerden zichzelf in miljoenen en zijn een grote beschaving geworden, ze hebben zelfs een stad-schip. De expeditie veranderde de basiscode van de Asurans en activeerde de aanvalscode om de Wraith aan te vallen. Dit resulteerde in het zoeken naar een nieuwe strategie om de menselijke werelden te vernietigen om de Wraith uit te hongeren. Uiteindelijk werd hun thuiswereld vernietigd door een geallieerde vloot van de Tau'ri, de Wraith en de reizigers.

## Architectuur
Na hun aankomst in de Pegasus Melkweg, begonnen de Lanteanen bouwwerken van metaal te bouwen, die enorm waren. Atlantis, het middelpunt van hun maatschappij, was een enorme stad-schip in staat om in de ruimte mee te reizen. Ze bouwen meerdere stad-schepen, maar de meeste werden verwoest tijdens de oorlog met de Wraith. Hun technologie was geavanceerd, ze bouwden met metaal in plaats met steen, het was ook gedigitaliseerd, net als de symbolen op de sterrenpoorten in de Pegasus Melkweg en gebruikten kristallen in hun consoles in plaats van de stenen tafels. Ze hebben ook archieven bewaard in databases in plaats van ze te downloaden in iemands geest.